# 幸若遺跡庭園

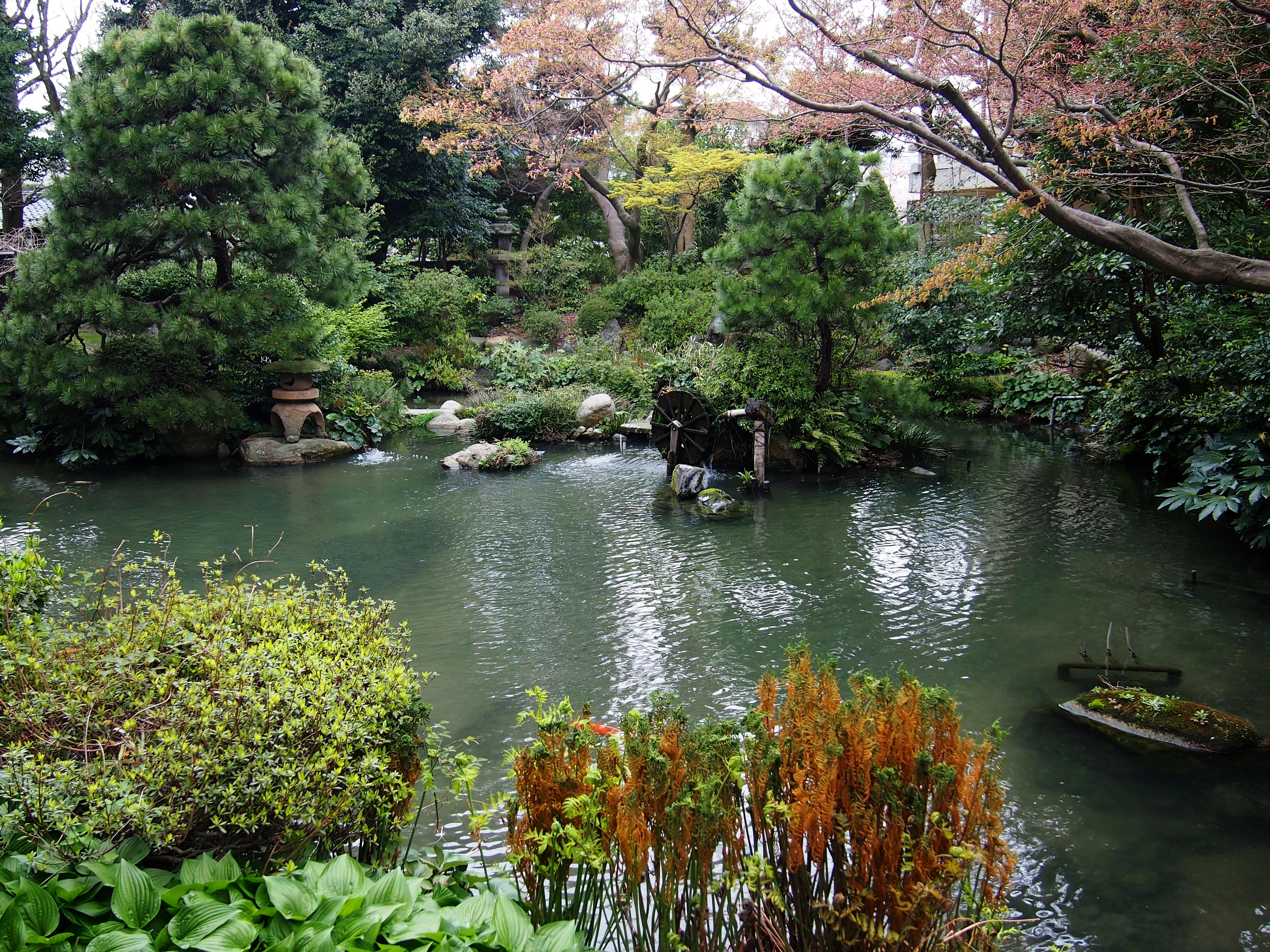
幸若遺跡庭園

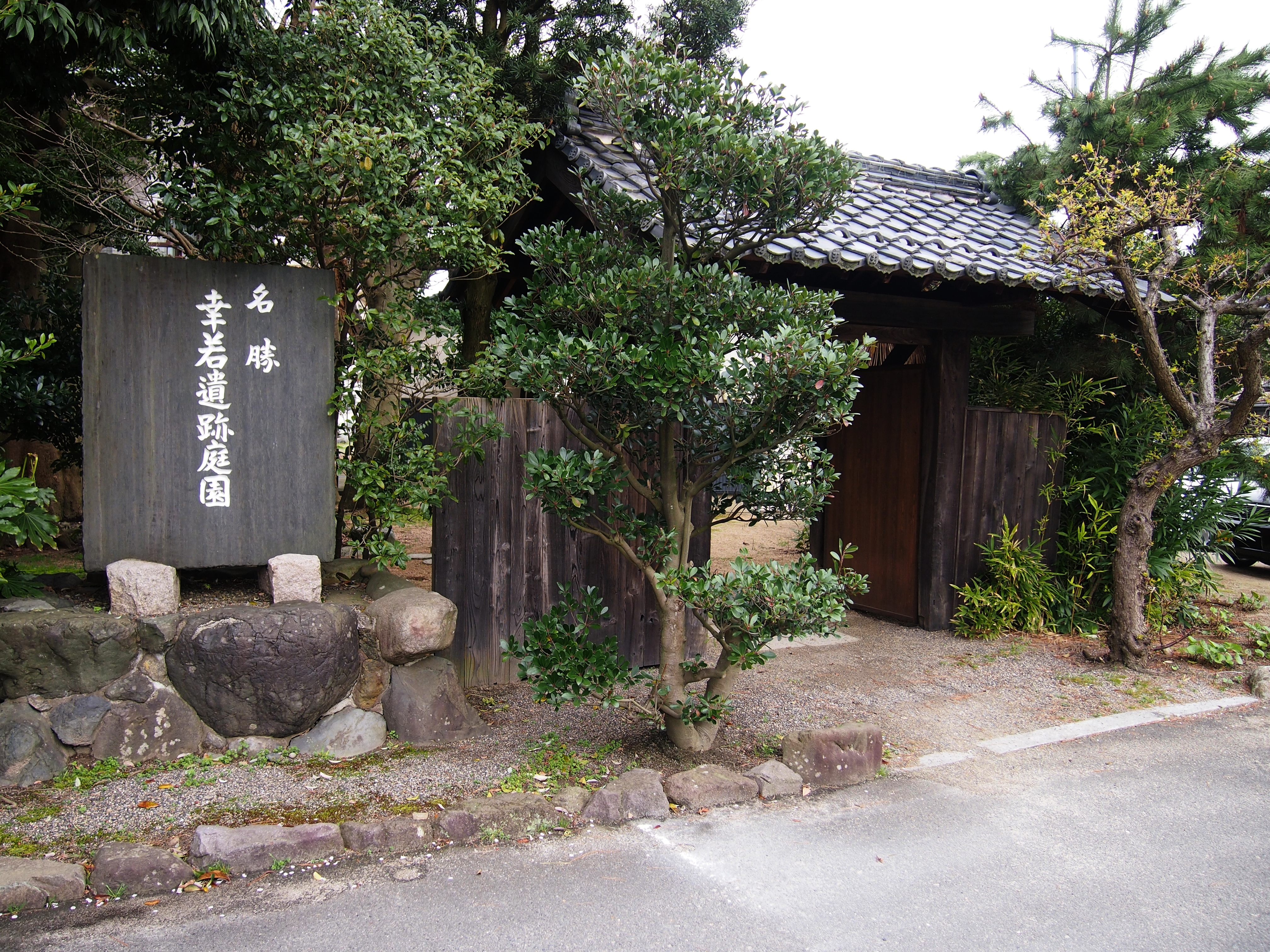
幸若遺跡庭園の入口

幸若遺跡庭園（こうわかいせきていえん）とは、福井県敦賀市三島町にある江戸時代中期の回遊式築山林泉庭園である。敦賀市の名勝に指定されている。

## 概要
幸若遺跡庭園は、幸若舞を伝える幸若の分家である敦賀幸若家の庭園で、現在は、天理教越乃國大教会の敷地内にある。武家風の屋敷の庭園として築庭され、池に大小の蓬莱島を設け、石橋を架け、亀山を配し、背後の築山は連峰のように長く築き、その麓に沿って小道を設けるなどして、雄大閑雅な昔の面影をとどめている。もともとは天筒山を借景としていたが、現状は周囲に建物があり、見通しは利かない。なお、庭園が記載された屋敷図（紙本墨書　敦賀幸若屋敷図）も残っており、市の有形文化財の歴史資料に指定されている。

## 歴史
幸若舞は、室町時代中期の越中国守護桃井直常の孫（または曾孫）の桃井直詮（もものい なおあき）を創始とする。幸若とは、直詮の幼名である幸若丸に由来するという。幸若舞は戦国時代に武将たちに愛好され、江戸時代には将軍家御用達となり、格式が高い舞であったが、儀式化、曲目の固定化、稽古の秘伝化により、民衆に浸透すること無く、やがて衰退した。現在では、福岡県みやま市瀬高町大江にのみ伝わる芸能となっており、国の重要無形民俗文化財に指定されている。
直詮の子孫は、越前国丹生郡西田中（現在の福井県丹生郡越前町西田中）に住み、越前国朝倉氏の庇護を受け、織田信長や豊臣秀吉からも知行を与えられ、江戸時代には徳川家の保護を受けていた。幸若家はいくつかに分かれており、敦賀にも幸若舞を伝える家系があった。この敦賀幸若家については、安土桃山時代の1578-1588年に計6回、幸鶴（こうかく）太夫が三河国岡崎を訪れ、舞を披露しており、また江戸時代初期の正保年間には、諸鶴（しょかく）太夫が100石の知行を与えられたと記録されている。その後、諸鶴太夫の子の長次郎が1652年（承応元年）に早逝したことで、敦賀幸若家は断絶し、知行は小浜藩主酒井忠勝の預かりとなった。
1660年（万治3年）に、忠勝は西田中の幸若家の久次郎に知行を与え、1677年（延宝5年）に久次郎は五郎右衛門と名を改め、敦賀へ移住し、敦賀幸若家を再興した。屋敷は、当初三の丸（三島町一丁目）にあったが、1759年（宝暦9年）に三五右衛門（さんごえもん）が現在地（三島町二丁目）に移り、屋敷と庭園ができた。以後、そのまま幕末を迎えるが、1870年（明治3年）に幸若の領地が本保県の管轄となると、敦賀幸若家は東京へ移住、屋敷地は売却され、庭園のみが残った。

## 参考
- 有形文化財 敦賀市。
- 民俗文化財・記念物 敦賀市。
- 越前発祥の幻の芸　幸若舞 福井商工会議所。
- 『敦賀の歴史』 敦賀市史編さん委員会、平成元年11月30日発行。
- 『福井県の歴史散歩』 山川出版社、福井県の歴史散歩編集委員会、2012年。
- 「第五章　宗教と文化、第四節　文化の諸相、一　幸若舞・舞々・越前万歳」『福井県史』通史編3　近世一 福井文書館。
- 「第六章　中世後期の宗教と文化、第三節　民衆芸能、二　幸若舞」『福井県史』通史編2　中世 福井文書館。
- 幸若舞 みやま市。